# Cafeteria-Modell
Als Cafeteria-Modell (auch Cafeteria-System oder Cafeteria-Prinzip) bezeichnet man eine Form eines Vergütungsmodelles im Personalwesen. Intention dieses Modells ist die Erhöhung der Motivation durch individuelle Wahlmöglichkeiten. Das System ist bei den Motivationstheorien den Kognitiven Wahltheorien zuzuordnen.

## Allgemein
Hierbei erhält der Mitarbeiter je nach Position eine gewisse Summe an Punkten zur Verfügung, die er für Leistungen innerhalb des Cafeteria-Systems frei ausgeben kann. Das Angebot wird dabei durch das Unternehmen bestimmt. Dazu können direkte Leistungen gehören wie Versicherung, Pensionsplan, Arbeitgeberdarlehen, Zusatzgehälter, Sachleistungen wie Kinderbetreuung, geldwerte Leistungen wie Sportprogramme, Firmenwagen, bessere Büroausstattung, Zusatzurlaub, Weiterbildung oder Sonderzeitleistungen wie ein Sabbatical. Vorteil des Systems ist die individuelle Anpassungsmöglichkeit an persönliche Bedürfnisse für den Arbeitnehmer, Nachteil sind Einschränkungen aus der Steuergesetzgebung (geldwerter Vorteil).
Folgende Charakteristika lassen sich für ein Cafeteria-System nennen:
- Möglichkeit der Individualisierung von Entgeltbestandteilen
- Periodisch wiederkehrende Wahlmöglichkeit
- Wahlangebot mit mehreren Anreizelementen
- Auswahl erfolgt im Rahmen eines gewissen Wahlbudgets

Aus entscheidungstheoretischer Sicht stellt das Cafeteria-System ein flexibles, individuelles Anreizsystem dar. Angesichts der oftmals abnehmenden Spielräume bei Entgelterhöhungen, bietet das Cafeteria-System attraktive Anreize für bestimmte Mitarbeitergruppen.
Mit steigenden, mitarbeiterseitigen Freiheitsgraden lassen sich folgende Gestaltungsebenen eines Cafeteria-Systems unterscheiden:
- Flexible Benefits System: Umfang beschränkt sich auf bestimmte Sozialleistungen, hauptsächlich Versicherungen
- Flexible Benefit Plan: Baut auf der vorangegangenen Stufe auf und enthält zusätzlich die Option Entgelt- und Urlaubskomponenten zu variieren
- Flexible Human Resources System: Flexibilisierung sämtlicher Sozialleistungen sowie Mitbestimmungsmöglichkeit bei Weiterbildungen und Aufstiegschancen.

## Voraussetzungen und Rahmenbedingungen
Bei der systemischen Betrachtung kann zwischen formellen und informellen Rahmenbedingungen unterschieden werden. Formelle Kriterien können z. B. tarifvertragliche oder gesetzliche Vorgaben sein, welche Einfluss auf das Gesamtentlohnungspaket haben. Grundsätzlich sind diese Regelungen länderspezifisch, im Zusammenhang mit tarifvertraglichen Regelungen können diese auch sogar standortspezifisch sein. Allerdings bleibt festzuhalten, dass solche nach US-amerikanischem Muster nicht ohne weiteres auf Unternehmen in Deutschland übertragbar sind, da hier viele gesetzliche und tarifvertragliche Restriktionen bestehen. Das Cafeteria-System kann im Gesamten nur dann erfolgreich Anwendung finden, wenn die angebotenen Leistungen auch den Bedürfnissen und Anforderungen der Mitarbeiter entsprechen. Hierzu sind Analysen und Umfragen nötig, um ein signifikantes Meinungsbild der Belegschaft zu erhalten.

## Leistungsspektrum (Cafeteria-Optionen)
Unternehmen können im Rahmen eines Cafeteria-Modells grundsätzlich viele Leistungen anbieten, welche sich in der Bundesrepublik Deutschland häufig unter anderem auf flexible Arbeitszeitregelungen und Deferred Compensation beschränken. In der Literatur ist eine relativ große Bandbreite an für ein Cafeteria-Plan in Frage kommenden Leistungen bekannt, welche sich konzeptionell über die in folgender Auflistung genannten Optionen beschreiben lassen.
- Geld- / Zeitangebote (Arbeitsplatzteilung, Teilzeitarbeit, flexible Arbeitsjahre)
- Zeitangebote (Urlaubsangebote, flexible Arbeitszeiten)
- Geldangebote (Steuerbegünstigungen, Betriebsaktien, Kapitalanlagen)
- Versicherungen (Arbeitsunfähigkeit, Lebensversicherung, Unfallversicherung)
- Weitere Angebote (Dienstwagen, Firmeneinkäufe)

Zur Ausgestaltung eines geeigneten Cafeteria-Plans sind neben unternehmensinternen Faktoren auch weitere Einflussfaktoren wie Standort, Struktur der Belegschaft und Branchenzugehörigkeit von maßgebender Bedeutung. Bei der Selektion von in Frage kommenden Angeboten findet auch die Auswahl zwischen kollektiven (z. B. firmeneigener Fußballplatz) bzw. individuellen Leistungen Anwendung. Für eine geeignete Zusammenstellung der Optionen können Mitarbeiterumfragen helfen.

## Vor- und Nachteile eines Cafeteria-Systems

### Mitarbeitersicht
Aus Mitarbeitersicht kann sich die Bereitstellung eines Cafeteria-Systems in der Steigerung der Arbeitszufriedenheit aufgrund vorliegender Berücksichtigung der individuellen Präferenzstruktur ausdrücken. Die erlangte direkte Partizipation am Arbeitsplatz führt zur Steigerung der Motivation. Unter Berücksichtigung rein materieller Vorteile sind neben der Erhöhung der Einkommenswerte (z. B. Steuervorteile, Rabatte) auch der damit einhergehende Beschaffungsvorteil (z. B. günstigere Versicherungskonditionen) zu nennen.
Im kollektiven Rahmen kann sich das Cafeteria-System nur dann nachteilig auswirken, wenn eine mittelbare Diskriminierung vorliegt oder einzelne Mitarbeiter ungleich behandelt werden. Für den einzelnen Mitarbeiter können die individuellen Wünsche von der Bandbreite an Angeboten abweichen oder seinen Vorstellungen gar nicht entsprechen. Ebenso kann es für den Mitarbeiter schwierig sein, die genauen Wünsche zu beschreiben. Die daraus resultierende Unsicherheit in Kombination mit der Gefahr, dass der gewünschte Effekt nach der Wahlentscheidung nicht eintritt, kann sich nachteilig auf die Grundhaltung des Mitarbeiters auswirken.

### Unternehmenssicht
Unternehmen haben großes Interesse daran, dass die (neuen) Mitarbeiter die Anreize durch ein Cafeteria-System auch als solche wahrnehmen und verstehen. Diese Form der Transparenz fordert Mitarbeiter auf, sich aktiv mit einem Leistungs- und Kostenbewusstsein zu befassen, was wiederum eine höhere Arbeitszufriedenheit zur Folge hat. Die Anwendung eines Cafeteria-Systems kann das Unternehmensimage bei der Arbeitnehmerschaft stark beeinflussen. Durch die Individualisierung von Sozialleistungen unter Berücksichtigung der Mitarbeiterbedürfnisse können potenzielle Wettbewerbsvorteile bei der Personalbeschaffung ermöglicht werden. Aber auch bei den Mitarbeitern kann dies einen positiven Effekt auf die Bleibmotivation haben und so die Fluktuationsrate senken, da der (erneute) Rekrutierungsaufwand mit enormen Kosten verbunden ist.
Der durch die Anwendung eines Cafeteria-Systems entstehende Degressionseffekt ist von materieller Bedeutung. Dies können neben der Gewährung von Rabatten bei größeren Abnahmen auch Steuervorteile aufgrund einer Vorsteuerabzugsberechtigung sein. Zudem erleichtert ein Cafeteria-System die Kompensation von potenziellen Fehlentscheidungen, da das Cafeteria-System als solches Informationen darüber gibt, inwieweit Leistungen seitens der Mitarbeiter in Anspruch genommen werden oder nicht. Als nachteiliger Faktor können bei der Implementierung eines Cafeteria-Systems die anfallenden Einführungskosten sowie die laufenden Administrationskosten gesehen werden. Grundsätzlich können die entstehenden Kosten im Rahmen eines Cafeteria-Systems als gering angesehen werden, können aber – besonders bei kleineren Unternehmen – einen relativ hohen Anteil in der Gesamtbilanzierung ausmachen.